# Каган, Айзик Нисонович
Айзик Нисонович Каган (1906, Дукора, Минская губерния — 16 сентября 1958, Бобруйск, Могилёвская область) — еврейский поэт, прозаик, переводчик.

## Биография
Учился в хедере и государственной русской школе. В 1928 окончил минский еврейский педагогический техникум, работал учителем в еврейских школах. Был арестован в 1949 году и выслан на семь лет в Восточную Сибирь. Освобождён в 1956, вернулся в свою семью в Бобруйск глубоко больным и умер через несколько месяцев спустя.
Начал писать в студенческие годы и дебютировал в печати со стихами в минской газете «Дер юнгер арбетер». Его стихи и рассказы были опубликованы в различных периодических еврейских советских изданиях: «Штерн», «Октябрь», «Пионер», «Юнгвальд», «Эйникайт». В 1940-х годах был специальным корреспондентом «Эйникайт» в Белоруссии.

## Произведения
- «Лидер» («Стихи», 1932)
- «Ойфн гринем гроз» («На зеленой траве», 1935)